# Eric Kihlman
Eric Kihlman, född 21 januari 1708 g.s. på Tomsätra gård i Taxinge socken, död 5 maj 1784 i Köping, var en svensk borgmästare och riksdagsman.

## Biografi
Eric Kihlman var son till Anders Kihlman som var häradsskrivare i Selebo härad och dennes hustru Margareta Siljeström. Fadern ägde gården Tomsätra i Taxinge socken där Eric föddes. Han studerade troligen vid Uppsala universitet och verkade dels vid Svea hovrätt, dels som magistratssekreterare i Eskilstuna och Torshälla, varefter han utnämndes till borgmästare i Sigtuna stad 1736.
Från denna syssla ansökte han om förflyttning till Köping, men vid det borgmästarval som hölls den 28 november 1758 kom han endast på tredje plats, och flest röster erhöll vice häradshövding Anders Moulin, och det var den senare som erhöll magistratens rekommendation. Valet överklagades dock och den 5 mars 1759 skrev magistraten till Kihlman och lyckönskade honom till valet. Han installerades i sitt ämbete den 7 april 1759. Från år 1770 erhöll han ständig tjänstledighet och hans son Eric Vilhelm skötte sysslan såsom vice borgmästare.
Utöver detta var han även riksdagsman för borgarståndet och tillhörde då hattarna som hade bildats inför den första riksdag han deltog i, Riksdagen 1738–1739, då hattarnas långvariga regeringsinnehav inleddes. Han deltog sedan även i Riksdagen 1740–1741, Riksdagen 1755–1756 samt Riksdagen 1760–1762.
Eric Kihlman efterträddes som borgmästare i Köping av sin son Eric Vilhelm Kihlman (1743–1815).

### Tiden som borgmästare i Köping
Kihlman lyckades den 14 juli 1765 genomföra att Köping förutom frimarknaden den 31 augusti, samt stadens torgmarknad den 2 mars, även fick möjlighet att under dagarna 29 och 30 november hålla torgmarknad varje år. Dessutom fick staden från och med den 3 december 1765 även rätt till fri seglation på alla svenska orter. Dessa utökningar av stadens rättigheter ökade handeln och dess möjligheter på orten.
Under Kihlmans tid vidtogs också den ändring att stadens egen jord inte längre skulle vara anslagen som lön till stadens rådmän och magistrat, vilket meddelades genom kunglig resolution av den 7 juli 1772 samt av den 27 februari 1776. Detta gjorde att stadens egna inkomster kunde öka.

## Familj
Eric Kihlman gifte sig första gången den 6 januari 1739 med Ulrika Bergstedt (1715–1746); paret fick ett barn, sonen Erik Vilhelm. Han gifte om sig efter hustruns död den 29 maj 1749 med Eva Beckman (1707–1753), som var dotter till borgaren samt åldermanen i slaktarämbetet i Stockholm, Olof Bengtsson Beckman och dennes hustru Katarina Roth; paret fick inga barn. Han gifte sig sedan en tredje gång den 22 juni 1755 med Christina Catarina Starin (1729–1793); paret fick fyra söner och en dotter.

## Kuriosa
- I december 2022 sålde Uppsala auktionskammare Kihlmans skrivbord. Detta hade tillverkats och färdigställts den 8 juni 1775 av den i Köping verksamme möbelmästaren Jacob Sjölin, som där bedrev sin verkstad under åren 1767–1785. Skrivbordet såldes för 90 000 kronor.[4]
- Kihlmansgatan i Köping är uppkallad efter Eric Kihlman.